# Древесно-слоистый пластик
Древе́сно-слои́стый пластик (ДСП) — материал, представляющий собой древесно-полимерный композит, изготавливаемый из листов лущеного шпона (берёзы и других пород, толщиной 0,35—0,65 мм, влажностью 6—10 %), склеенных синтетическими смолами резольного типа под давлением и температурой.
Другие названия: лигнофоль, балинит, дельта-древесина.

## Области применения
Антифрикционные свойства, стойкость к воздействию агрессивных сред, абразивов; стабильность при сверхнизких температурах (–270 °С), механическая прочность, водостойкость, диэлектрические свойства позволяют применять ДСП в различных областях техники, таких как:
- Узлы трения.
- Зубчатые колеса.
- Закрытые и открытые металло-полимерные зубчатые передачи.
- Вкладыши подшипников скольжения.
- Для изготовления пуленепробиваемых дверей, банковского оборудования.
- Криогенная и космическая техника.
- В судостроительной промышленности для изготовления дейдвудных подшипников гребных валов.
- Для изготовления затворов гидротехнических сооружений.
- В авиационной технике лопасти; винты вертолётов.
- В транспортном машиностроении: настил полов в автобусах, троллейбусах, трамваях; направляющие эскалаторов метрополитена.
- В строительстве.
- В электротехнической промышленности для изготовления изоляторов, деталей трансформаторов высокого напряжения, выпрямителей (заменяет стеклопластик, текстолит и гетинакс).
- Для изготовления деталей машин текстильной промышленности.
- Как самосмазывающий антифрикционный материал, материал в качестве ползунов лесопильных рам и других аналогичных деталей.
- В металлургическом оборудовании.
- В горнодобывающем оборудовании.

## Марки ДСП
В зависимости от расположения волокон древесины шпона в смежных слоях и назначения древесные слоистые пластики в России изготавливают следующих марок:
- ДСП-А;
- ДСП-Б; ДСП-Б-э; ДСП-Б-м; ДСП-Б-т; ДСП-Б-о;
- ДСП-В; ДСП-В-э; ДСП-В-м;
- ДСП-Г; ДСП-Г-м.

Буквы А, Б, В, Г указывают порядок укладки шпона в пластике:
- А — волокна древесины шпона во всех слоях имеют параллельное направление или каждые 4 слоя с параллельным направлением волокон древесины шпона чередуются с одним слоем, имеющим направление волокон под углом 20—25° к смежным слоям.
- Б — каждые 8—12 слоев шпона с параллельным направлением волокон древесины шпона чередуются с одним слоем, имеющим перпендикулярное направление волокон древесины к смежным слоям.
- В — волокна древесины шпона в смежных слоях взаимно перпендикулярны.
- Г — волокна древесины шпона в смежных слоях последовательно смещены на угол 45°.

Буквы э, м, т и о определяют назначение материала:
- э — для изготовления конструкционных и электроизоляционных деталей аппаратуры высокого напряжения, электрических машин, трансформаторов, ртутных выпрямителей и т. п.
- м — как самосмазывающий антифрикционный материал, материал в качестве ползунов лесопильных рам и других аналогичных деталей
- т — для изготовления деталей машин текстильной промышленности
- о — как конструкционный и антифрикционный материал.

## Размеры
Древесные слоистые пластики изготовляют прямоугольной формы в виде листов толщиной менее 15 мм и плит толщиной 15—60 мм, длиной 700—5600 мм, шириной 950—1500 мм.

## Свойства
- Плотность — 1,3 г/см³
- Предел прочности:

- при сжатии — 100—180 МПа
- при растяжении — 140—280 МПа
- при изгибе — 150—280 МПа

- Прочность при скалывании по шву — 11—15 МПа
- Ударная вязкость — 25—80 кДж/м²
- Твердость по Бринеллю — 250 МПа
- Водопоглощение за 24 ч — 5—15 %
- Электрическая прочность:

- поперек слоев — 26—32 МВ/м
- вдоль слоев — 3—13 МВ/м

Древесно-слоистые пластики стойки в трансформаторном масле, уксусном альдегиде, моторном топливе, бутаноле, стироле; нестойки в окислителях, сильных кислотах и щелочах. Перерабатывают в изделия механической обработкой на обычных станках со специальными инструментами.

## Технологический процесс изготовления
Получают последовательно пропиткой шпона толщиной 0,3—0,8 мм лиственных пород древесины (обычно березы) фенолоформальдегидной смолой или крезолоформальдегидной смолой в открытых ваннах или автоклавах (0,4—0,8 МПа), сушкой при ступенчатом нагревании до 90 °С, сборкой полученных препрегов в пакеты и прессованием их на этажных прессах (до 20 МПа, 150 °С) и обрезкой в размер.